# Samuel Hopkins Adams
Samuel Hopkins Adams (Dunkirk, 26 gennaio 1871 – Beaufort, 16 novembre 1958) è stato uno scrittore statunitense.

## Filmografia
- The Clarion, regia di James Durkin (1916)
- A Love Sublime, regia di Tod Browning, Wilfred Lucas (1917)
- Triumph, regia di Joseph De Grasse (1917)
- Fighting Mad, regia di George Terwilliger - cortometraggio (1919)
- Wanted: A Husband, regia di Lawrence C. Windom (1919)
- Flaming Youth, regia di John Francis Dillon (1923)
- Siege, regia di Svend Gade (1925)
- Wandering Fires, regia di Maurice Campbell (1925)
- Summer Bachelors, regia di Allan Dwan (1926)
- Sailors' Wives, regia di Joseph Henabery (1928)
- L'allegra brigata (The Wild Party), regia di Dorothy Arzner (1929)
- What Men Want, regia di Ernst Laemmle (1930)
- Week Ends Only, regia di Alan Crosland (1932)
- Accadde una notte (It Happened One Night), regia di Frank Capra (1924)
- La regina di Broadway (In Person), regia di William A. Seiter (1935)
- Troppo amata (The Gorgeous Hussy), regia di Clarence Brown (1936)
- The President's Mystery, regia di Phil Rosen (1936)
- Milionario su misura (The Perfect Specimen), regia di Michael Curtiz (1937)
- Lelki klinika, regia di László Cserépy (1941)
- Le ragazze di Harvey (The Harvey Girls), regia di George Sidney (1946)